# 点对点协议
点对点协议（英語：Point-to-Point Protocol，缩写：PPP）工作在数据链路层（以OSI参考模型的观点）。它通常用在两节点间建立直接的连接，并可以提供连接认证、传输加密以及压缩。
PPP被用在许多类型的物理网络中，包括串口線、电话线、中继链接、移动电话、特殊无线电链路以及光纤链路（如SONET）。
PPP还用在互联网接入上。早年，互联网服务提供商（ISP）使用PPP为用户提供到Internet的拨号連接，这是因为IP报文无法在没有数据链路协议的情况下通过调制解调器线路自行传输。PPP的两个衍生物PPPoE和PPPoA被ISP广泛用来与用户建立数字用户线路（DSL）、FTTx互聯網服务连接。
PPP被广泛用作连接同步和异步电路的数据链路层协议，取代了陈旧的串行线路IP协议（SLIP）以及电话公司的拥有的标准（如 X.25协议族中的LAPB）。PPP被设计用来与许多网络层协议协同工作，包括网际协议（IP）、TRILL、Novell的互联网分组交换协议（IPX）、NBF以及AppleTalk。

## 歷史
- 在IETF RFC 1661文档中详细描述了PPP协议。在1990年7月以后还有很多关于PPP协议的RFC文档相继出台，内容包括各种身份认证、加密和压缩策略以及PPP协议与其他网络协议协作的方式等。
- RFC 1994描述了挑战握手协议CHAP，这个协议在对端建立连接的时候用于。
- RFC 2516描述了PPPoE协议，用于在以太网上传送PPP数据，有时也被用于DSL中。
- RFC 2364中描述了PPPoA，该协议用于在ATM适配器五层（AAL5）传输PPP协议数据，常被称为PPPoATM。

## 介绍
PPP是在原来的HDLC规范之后设计的。PPP的设计者将许多当时只在私有数据链路协议中看到的附加特性包括了进来。
RFC 2516将PPPoE描述为通过以太网（有时与DSL一起使用）传输PPP的一种方法。RFC 2364将PPPoA描述为一种通过ATM适配层5（AAL5）传输PPP的方法，通常是使用DSL的PPPoE的另一种选择。
PPP在RFC 1661中描述。
PPP协议除了基本的成帧功能外，还包含两个部分：链路控制协议和网络控制协议。

## 增强的错误校验
PPP协议使用帧校验序列FCS(英語：Frame Check Sequence)来检查每一个单独的帧是否发生错误，PPP也可以监控哪些帧在接受的时候总是发生错误，并且可以通过配置来降低这个发生过多错误的接口。

## 链路回环检查
链路控制协议LCP（Link Control Protocol,作为PPP协议的一个组成部分和PPP定义在同一个RFC中）使用标示自己的特殊数字作为特征来发现回路。当使用PPP协议的时候，端点发出具有和其他端点都不相同的特殊数字标识的LCP信息，如果线路存在回路，发出这个信息的端点就会收到含有自己标识的信息而不是其他人的标识信息。
PPP协议提供钩子供每个端用户自动配置网络接口（设置IP地址和默认网关等）和身份鉴别。

## PPP协议的其他特性
PPP可以使每个终端自动配置身份认证：PAP和CHAP。

## PPP帧
| 名称             | 字节数          | 描述                   |
| ---------------- | --------------- | ---------------------- |
| 标记             | 1               | 标记出帧的头或尾       |
| 位址             | 1               | 广播地址               |
| 控制             | 1               | 控制字                 |
| 协议             | 2               | 数据报文中所使用的协议 |
| 信息             | 不定长(0或更多) | 数据报文               |
| 冗余填充         | 不定长(0或更多) | 可选的冗余填充         |
| 帧校验序列 (FCS) | 2(或4)          | 错误校验               |

## 多通道的PPP協定
PPP協定廣泛支援特性整合多種異質網路協定

### PPP多连接协议
Multilink PPP又稱為MLPPP，或是MP、MPPP、MLP等等。MPPP可在多個不同的PPP連線中傳遞網路封包。MPPP可以同時在兩條或是更多的網路專線、多條撥接網路上傳遞PPP封包。 由RFC 1990 （页面存档备份，存于）定義，屬於链路聚合範疇。PPP多连接协议可以在两个系统间提供多条连接，以增加额外带宽。当进行远程资源访存时，PPP多连接协议允许将两个带宽合二为一或者将物理通信线路比如模拟调制解调器，ISDN和其他的模拟或数字链路进行合并以提高整体的吞吐量。IETF RFC 1717 （页面存档备份，存于）中描述了PPP多连接协议。Multilink PPP是指可以讓單一PPP連線同時在多個不同的連線媒介中完成。

### PPP多重连接协议
Multiclass PPP是其中一種Multilink PPP的延伸，但是每一種連線（Traffic）的類型都用不同的序號來定序網路封包。詳細內容定義在RFC 2686 （页面存档备份，存于）文件之中。